# Athyrium submelanolepis
Athyrium submelanolepis là một loài dương xỉ trong họ Athyriaceae. Loài này được Tzvelev mô tả khoa học đầu tiên năm 1989.
Danh pháp khoa học của loài này chưa được làm sáng tỏ. 